# مارسيلو باربوسا
مارسيلو باربوسا (بالبرتغالية: Marcelo Barbosa‏) هو عازف قيثارة برازيلي، ولد في 1975 في برازيليا في البرازيل.

## وصلات خارجية
- مارسيلو باربوسا على موقع IMDb (الإنجليزية)
- مارسيلو باربوسا على موقع ميوزك برينز (الإنجليزية)
- مارسيلو باربوسا على موقع أول ميوزيك (الإنجليزية)
- مارسيلو باربوسا على موقع ديسكوغز (الإنجليزية)